# Verbuendungshaus Fforst e.V.
A Verbuendungshaus fforst e.V. é uma organização de estudantes criada em 2006 para comemorar o quinto centenário da fundação da Universidade Europeia Viadrina em Frankfurt (Oder), na Alemanha.
Esta casa  é gerida  por estudantes , estando localizada na rua Forststr. 04/03. Este edifício datado dos anos 80, típico da arquitectura da ex-RDA (República Democrática da Alemanha) encontra-se bem perto da ponte entre as cidades de Frankfurt an der Oder (Alemanha) e Słubice (Polónia) . Este edifício residencial não tem apenas como  função  o alojamento de estudantes mas serve também como centro cultural. Administrado por seus moradores, este espaço pretende também criar sinergias entre os habitantes e os estudantes de ambos os lados da fronteira. 

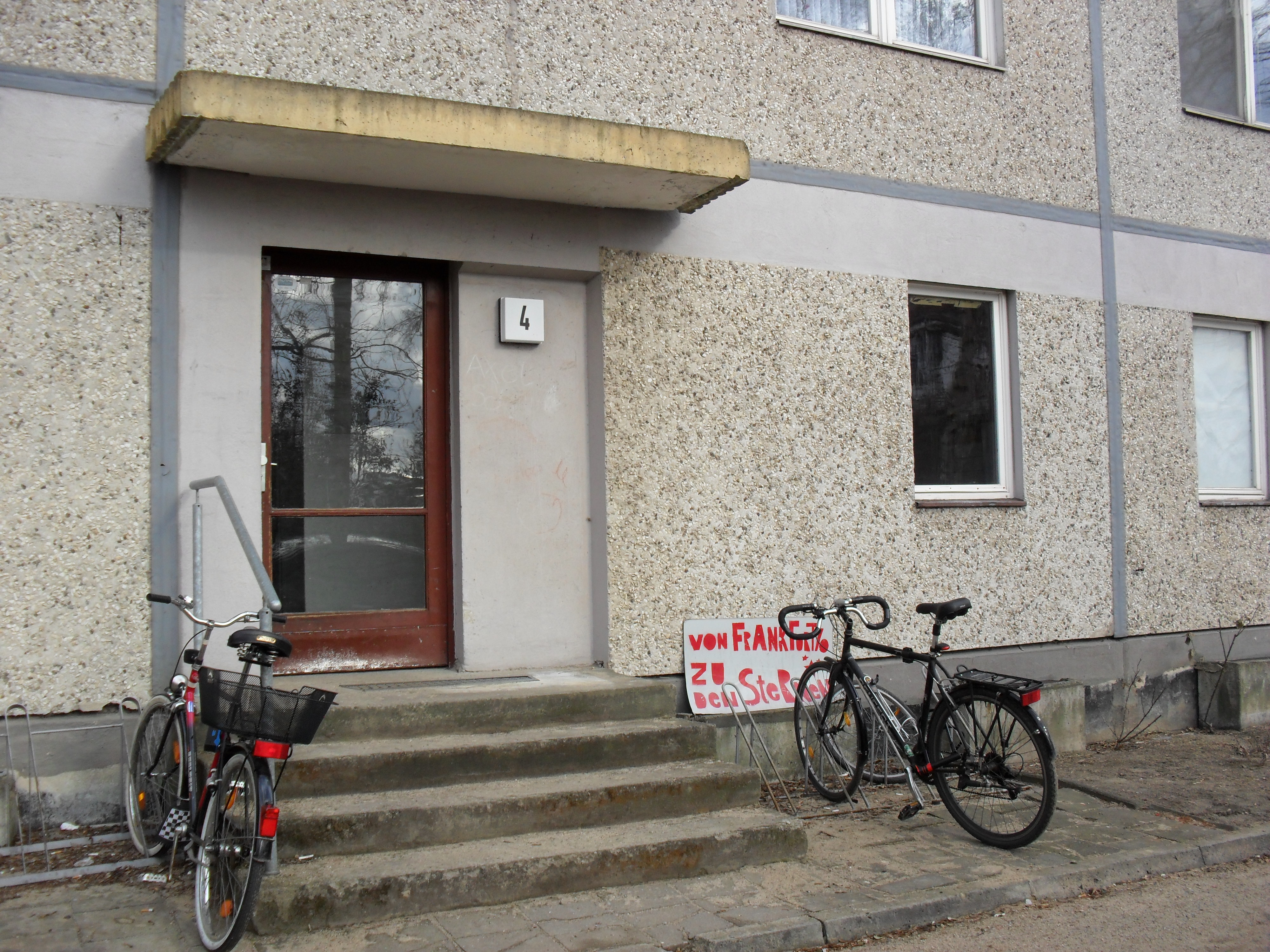
Entrada da Verbuendungshaus fforst

## Atividades da Associação
Um dos principais objectivos da associação é promover a cooperação e o intercâmbio cultural, principalmente entre  poloneses e alemães no intuito de promover a tolerância e subverter estereótipos. São organizados diversos eventos culturais como sejam, noites internacionais, leituras, concertos, exibições de filmes, debates públicos, exposições de fotografia e  cursos de línguas. Entre os frequentadores prominentes podemos salientar Gesine Schwan, Gunter Pleuger, Krzysztof Wojciechowski representantes das cidades de Frankfurt (Oder) e Słubice.
Atualmente residem no verbuendungshaus fforst estudantes da Alemanha, Polónia, França, Rússia, Portugal, Brasil, EUA, Irão  e Bulgária.

## História
Em Outubro de 2005, a Universidade Europeia Viadrina em Frankfurt an der Oder pediu a designers do colectivo sediado em Berlim com o nome anschlaege.de a realização de um ateliê com vista à criação de uma casa de estudantes. Em março de 2006 os primeiros estudantes mudaram-se para um dos edifícios da rua FforsB (em alemão, rua da floresta).  Este edifício destinado a ser  demolido, foi ocupado tendo em vista a sua renovação.  Em 2006, o projeto foi um dos vencedores do concurso Wohnen in der Zukunft, da Fundação IKEA (viver no futuro, um concurso que premia iniciativas residenciais interessantes e inovadoras). 

## Filme de Sebastian Heinzel  "verbuendungshaus fforst"
Em 2006 foi realizado um curta-metragem dirigido por Sebastian Heinzel   com o título "Verbuendungshaus Fforst - Gebrauchsanweisung für Deutsch-polnisches Zusammenleben"  - em português algo como  “Instruções para a coexistência polaco-alemã". Esta curta-metragem conta a fase inicial do projeto fforst. O filme foi premiado com o prestigioso prémio Deutschland-Polen Gebrauchsanweisung, do Instituto Goethe.

## O livro "verbuendungshaus fforst - eine Ermutigung / an encouragement"
Em 12 de Novembro de 2009 foi lançado o livro  "Verbuendungshaus Fforst - eine Ermutigung / an encouragement" "verbuendungshaus fforst - eine Ermutigung / an encouragement"[ligação inativa]. Este livro foi escrito essencialmente pelos primeiros habitantes e criadores do projeto Fforst. Nele se relatam os fatos mais importantes, observações e refleções sobre o projeto, bem como sobre a vida quotidiana em Słubice e em Frankfurt (Oder). 